# 韋杜加河
韋杜加河是俄羅斯的河流，位於沃羅涅日州的西北端，屬於頓河的支流，河道闊度少於10至15米，深度少於3米，沿河兩岸有大量沼澤低地，河畔城鎮有謝米盧基。